# 조 윌랜드
조셉 앤드류 윌랜드(Joseph Andrew Wieland, 1990년 1월 21일 ~ )는 전 미국의 야구선수(투수)이다.

## 미국 프로야구 시절
2012년에 샌디에이고 파드리스에 입단하였다.

## 일본 프로야구 시절
2017년에 요코하마 DeNA 베이스타스에 입단하였다.

## 한국 프로야구 시절

### KIA 타이거즈시절
2019년에 헥터 노에시를 대체할 외국인 투수로 영입되었다.